# 金属カルボニルクラスター
化学では、 金属カルボニルクラスター（英:metal carbonyl cluster）は、金属-金属結合によって化学結合した2つ以上の金属原子を含み、かつ、一酸化炭素(CO)を主な配位子として含む化合物である。 簡単な構造の金属カルボニルクラスターとしては、 Fe2(CO)9 、 Fe3(CO)12 、 Mn2(CO)10がある。 核の数が多いクラスターとしては、[Rh13(CO) 24H3] 2−とPt 3三角形の積層[Pt3n(CO)6n] 2−（n = 2–6）が例示される。 

## 歴史
最初の金属カルボニルクラスターはFe3(CO)12、Ir4(CO)12、およびRh6(CO)16であるが、1930年代にWalter Hieberによって報告された。  その後、構造はX線結晶構造解析によって確立された。 
Paolo Chini （1928-1980）は、多核金属カルボニルクラスターの合成と特性のパイオニアである。 彼の研究は1958年に始まっているが、ヒドロホルミル化における選択性の改善に関する特許を再現することである。 鉄とコバルトのカルボニルの混合物から、最初のバイメタルカルボニルクラスターHFeCo3(CO)12が得られた。

## カルボニルクラスターの種類

### 二元金属カルボニルクラスター
二元金属カルボニルクラスターは、金属原子とカルボニル基のみで構成され、最も広く研究され、かつ、使用されている金属カルボニルクラスターである。 一般に不飽和金属カルボニルの縮合により生じる。 Ru(CO) 5からCOが解離することによりRu(CO) 4が生成し、更に三量化してRu 3 (CO)12に変換する。実際の反応機構は、この単純なシナリオより複雑である。 低分子量金属カルボニルの縮合には脱カルボニル化が必要だが、これは熱的、光化学的、またはさまざまな試薬を使用して行うことができる。 二元金属カルボニルクラスターの核（金属中心の数）は通常6以下である。 
| 金属 | 親カルボニル  | クラスター                    |
| ---- | ------------- | ----------------------------- |
| Fe   | Fe（CO） 5    | Fe 2 （CO） 9 、 Fe 3（CO）12 |
| Ru   | Ru（CO） 5    | Ru 3 （CO） 12                |
| Os   | Os（CO） 5    | Os 3（CO）12                  |
| Co   | Co 2 （CO） 8 | Co 4 （CO） 12                |
| Rh   | Rh 2（CO）8   | Rh 4（CO）12                  |
| Ir   | Ir 2（CO）8   | Ir 4（CO）12                  |

### チニクラスター
プラチナカルボニルジアニオン[Pt3n(CO)6n] 2- （n=1-10）の合成および特性は、チニクラスターまたはより正確にはチニーロンゴニクラスターとして知られている。 

### 金属カルビドクラスター

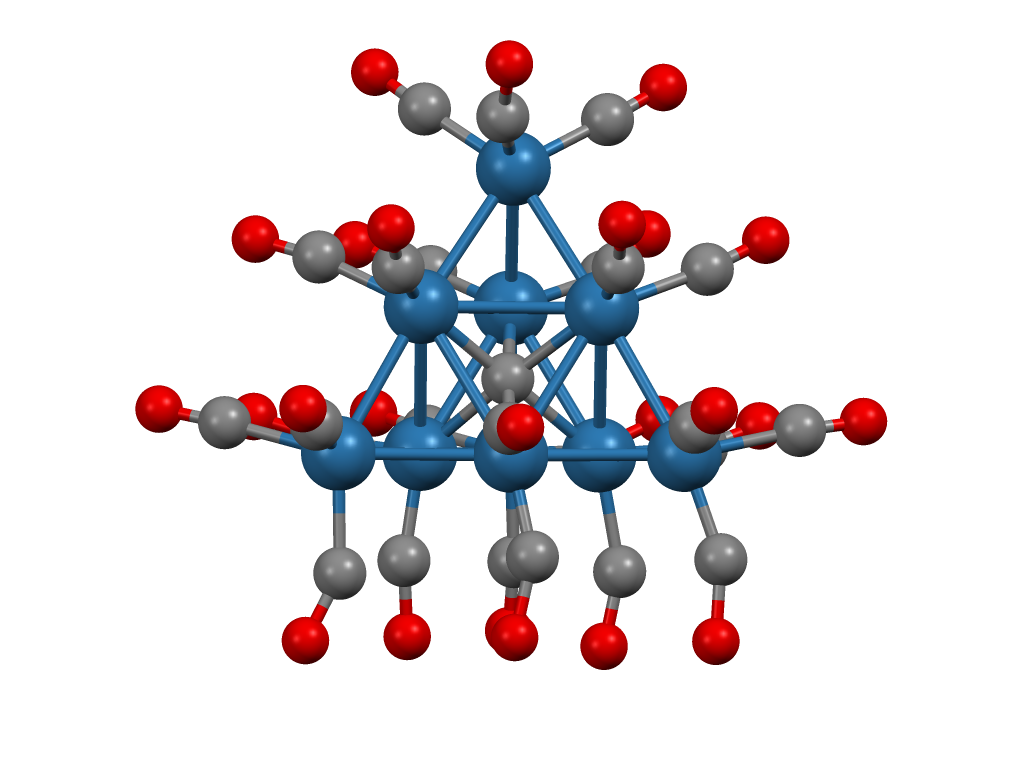
カルビドクラスター[Os_{10}C(CO) _{24}] ^{2−}。曲がったOsCOユニットは、結晶構造分析に起因するアーチファクト。

二元金属カルボニルクラスターの核数は通常6以下であるが、カルビドクラスターはしばしば核数が多くなる。 鉄属元素の金属カルボニルはカルビド誘導体を形成することがよく知られている。 例としては、[Rh6C(CO)15 ] 2- および[Ru6C(CO)16] 2-がある。 炭化カルボニルは完全に閉じ込められた炭素（[Fe6C(CO)16] 2−）だけでなく、Fe5 C(CO)15やFe4C(CO)13のような露出した炭素中心にも存在する。 

## 化学結合
低核クラスターの場合、化学結合は局所化されているかのように説明される。 この目的のために、 18電子ルールが用いられる。 したがって、有機金属錯体の34個の電子は、金属-金属結合を持つ二金属錯体を予測する。 多核クラスターでは、 Jemmis mnoルールや多面体骨格電子ペア理論など、より複雑なルールが用いられる。 
クラスターは多くの場合、離散した金属ー金属結合として表現されるが、この結合の性質は、架橋配位子がある場合は不明確でになる。 